# البحرة (الحائط)
البحرة، قرية  تتبع ادارياً محافظة الحائط ، تقع جنوب منطقه حائل ، السعودية. وتبعد عن منطقه حائل 184 كم ، أسسها الامير منور بن خشمان بن قعبوب بتاريخ 1383 هـ ويسكنها القعابيب من بني رشيد 

## الموقع
تبعد عن حائل بحوالي 185 كم تقريباً بمدة لا تزيد عن ساعتين و نص ، وعن المدينة المنورة 275 كم.